# 安平站 (日本)
安平站（日语：／ Abira eki */?）是位於北海道勇拂郡安平町安平，北海道旅客鐵道（JR北海道）的室蘭本線車站。

## 歷史

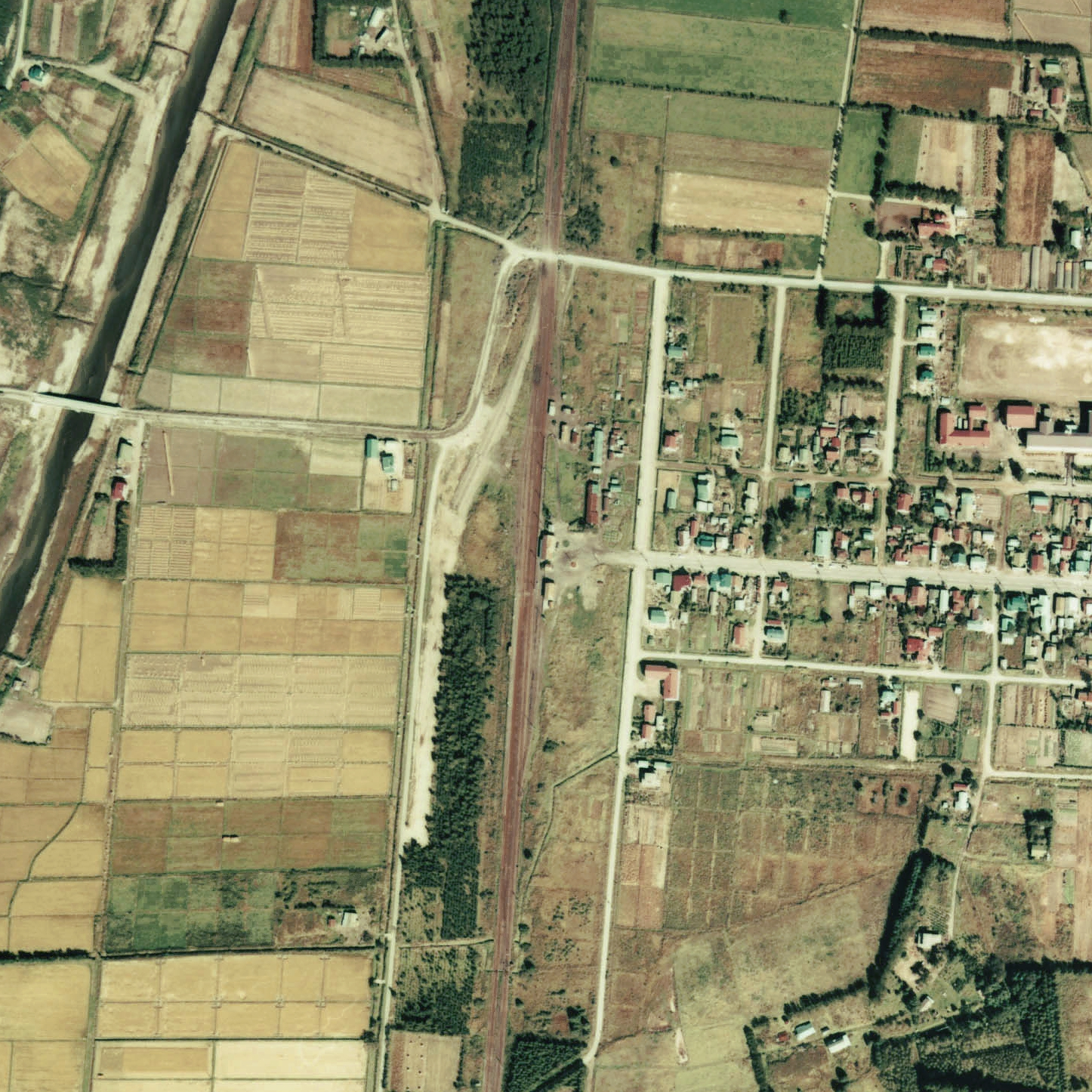
1975年安平站周邊約750米範圍。

- 1902年（明治35年）10月11日：北海道炭礦鐵道室蘭線早來站至追分站之間開設此站[2]。此站為一般車站[1]。
- 1906年（明治39年）10月1日：北海道炭礦鐵道的鐵路線被國有化（日语：鉄道国有法），成為官設鐵道車站[1]。
- 1909年（明治42年）10月12日：制定路線名稱室蘭本線。
- 1912年（明治45年）7月：車站大樓與站內翻新[3]。
- 1954年（昭和29年）12月？：開設陸上自衛隊安平駐屯地（日语：安平駐屯地）[3]，同時敷設了專用線[4]。
- 1971年（昭和46年）3月15日：除了專用線到發的車載貨物外，終止其他貨物起卸業務。
- 1980年（昭和55年）5月15日：終止所有貨物和行李起卸業務[1]。同時成為無人車站[5]（簡易委託化）。
- 1982年（昭和57年）：車站大樓翻新[6]。
- 1987年（昭和62年）4月1日：伴隨國鐵分割民營化，車站由北海道旅客鐵道（JR北海道）營運[1]。
- 2001年（平成13年）7月：完全成為無人車站。

## 車站構造
車站是一座地面車站，設有2面2線的相對式月台。兩月台之間設有跨線橋連接。跨線橋是L字形設計。路軌東邊車站大樓一方的月台為上行1號月台，對面為下行2號月台。
此站是由追分站管理的無人車站。車站大樓位於站內東邊（岩見澤方向為右手邊），鄰接1號月台中央部分。在有人車站時代，車站大樓已經進行翻新。車站大樓與三川站、古山站和栗丘站屬於同款。但是車站大樓的博風板配色相異，此站使用了棕色。車站大樓內設有候車室、保線事務室和廁所。

### 月台
| 月台 | 路線      | 上下行 | 方向             |
| ---- | --------- | ------ | ---------------- |
| 1    | ■室蘭本線 | 上行   | 苫小牧、糸井方向 |
| 2    | ■室蘭本線 | 下行   | 追分、岩見澤方向 |

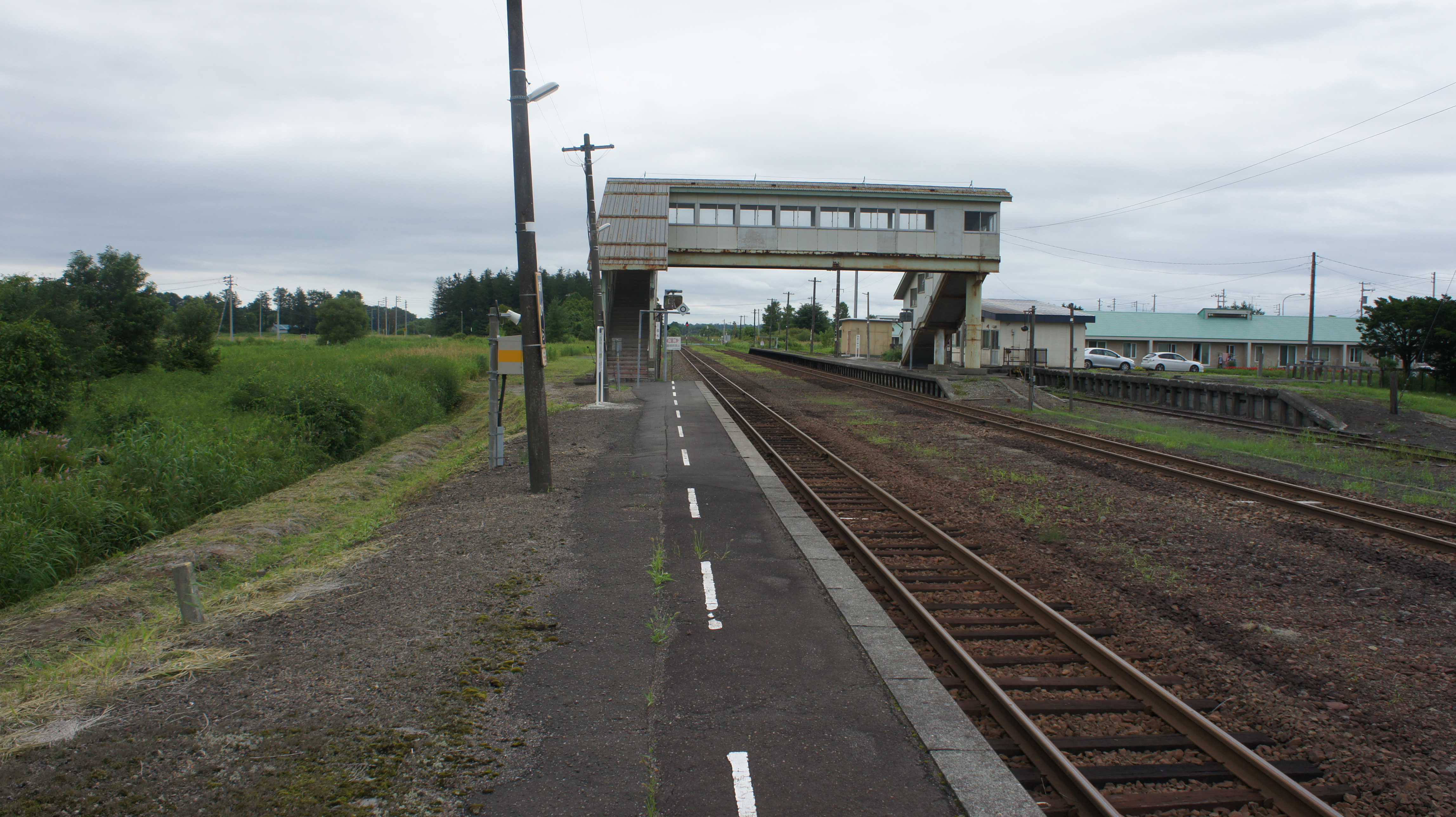
月台（2017年7月）
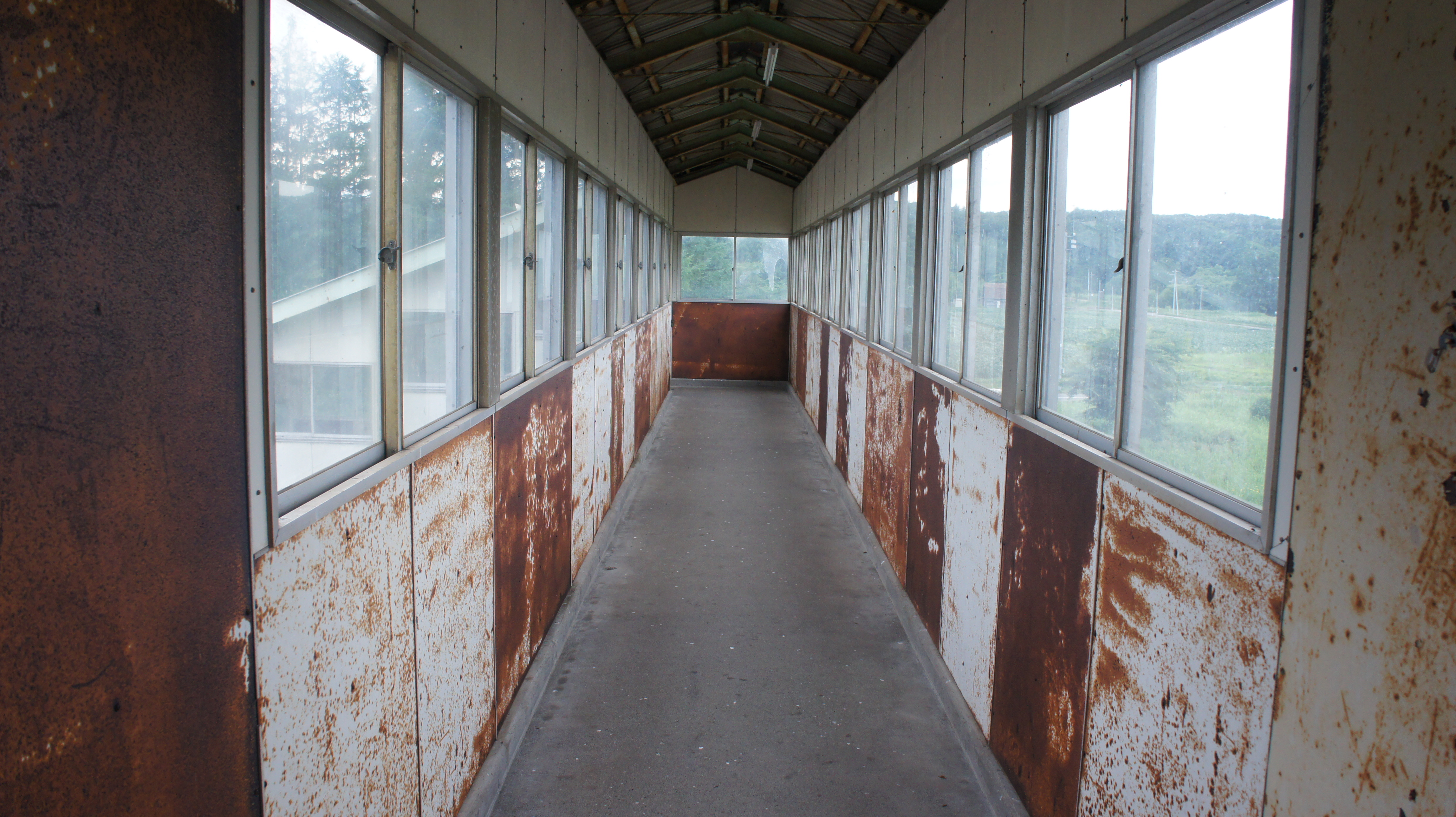
跨線橋（2017年7月）
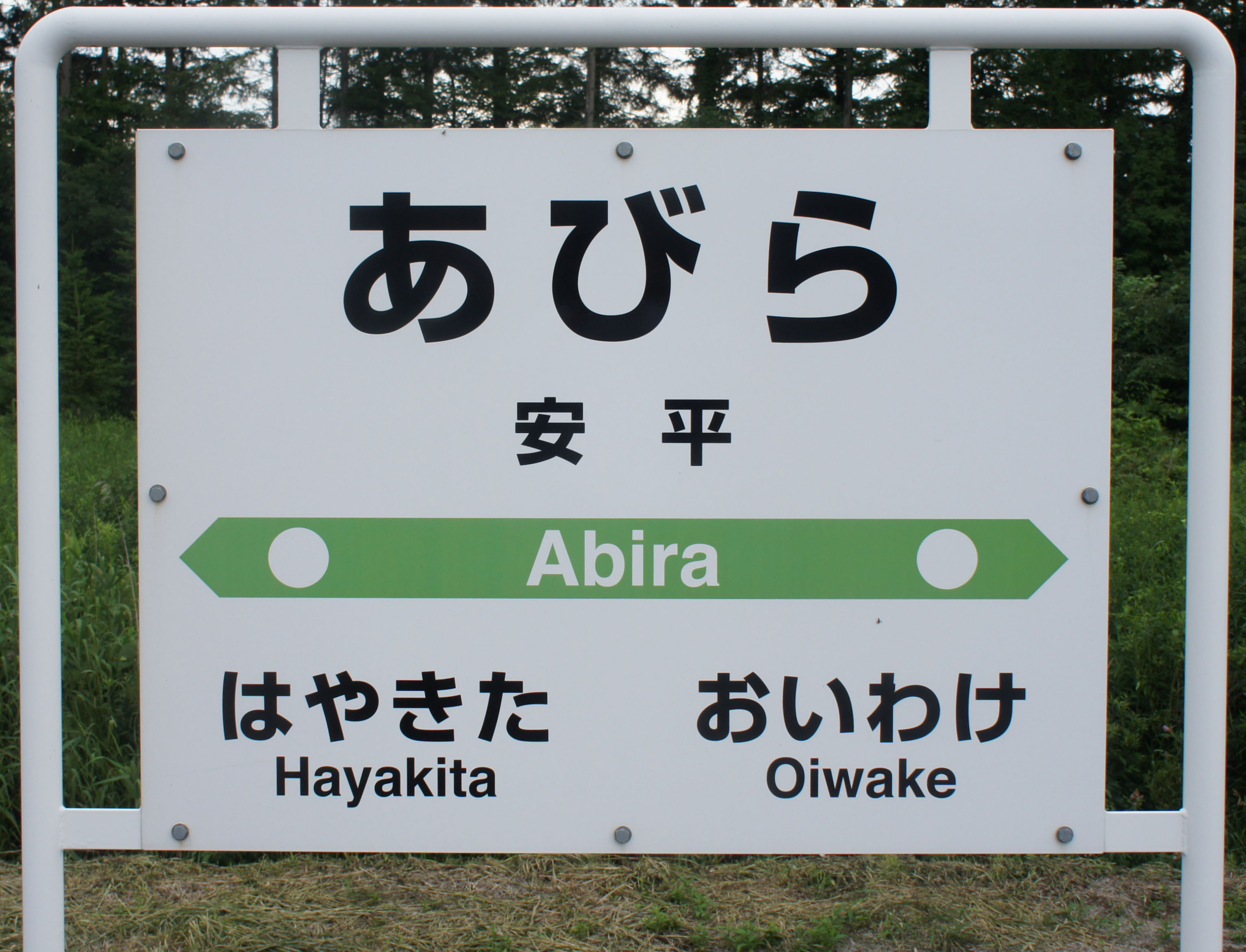
站名牌（2017年7月）

## 使用狀況
- 在1981年度（昭和56年度）的1日上下車人次為88人[9]。
- 在1992年度（平成4年度）的1日上下車人次為86人[7]。
- 在2012 - 2016年（平成24 - 28年）的乘車人次（指定平日調査）為平均15.8人[10]。
- 在2013 - 2017年（平成25 - 29年）的乘車人次（指定平日調査）為平均15.4人[11]。
- 在2014 - 2018年（平成26 - 30年）的乘車人次（指定平日調査）為平均15.0人[12]。
- 在2015 - 2019年（平成27 - 令和元年）的乘車人次（指定平日調査）為平均14.0人[13]。

## 車站周邊
車站名程與町名相內。周邊設有住宅區。
- 北海道道576號瑞穗安平停車場線
- 国道234号
- 苫小牧警署（日语：苫小牧警察署）安平駐在所
- 安平郵局
- 安平町立安平小學
- 熊之頭山
- 瑞穗水壩
- 厚真巴士（日语：あつまバス）「安平」巴士站（位於國道234號上）

## 相鄰車站
北海道旅客鐵道（JR北海道）
室蘭本線
早來－安平－追分（K15）

## 注腳
1. 1 2 3 4 5  石野哲（編）. . JTB. 1998: 855. ISBN 978-4-533-02980-6 （日语）.
2. ↑  『官報』 1902年10月16日　逓信省彙報「停車場設置」 （页面存档备份，存于）（國立國會圖書館數碼化收藏）
3. 1 2  早來町史 昭和48年3月發行。
4. ↑  在 昭和32年版 全國專用線一覧中，作業距離為0.4公里
5. ↑  . 交通新聞 (交通協力会). 1980-05-18: 1 （日语）.
6. ↑  北海道630站 小學館 1993年發行
7. 1 2 3 4 5  書籍《JR・私鉄全線各駅停車1 北海道630駅》（小學館，1993年6月發行）90頁。
8. 1 2 3 4  書籍《北海道鉄道駅大図鑑》（著：本久公洋，北海道新聞社，2008年8月發行）117頁。
9. ↑  書籍《国鉄全線各駅停車1 北海道690駅》（小學館，1983年7月發行）85頁。
10. ↑   (PDF) (新闻稿). 北海道旅客鉄道株式会社: 8. 2017-12-08  [2018-08-18]. （原始内容 (PDF)存档于2018-08-17） （日语）.
11. ↑   (PDF) (新闻稿). 北海道旅客鉄道株式会社: 3. 2018-07-02  [2018-08-18]. （原始内容 (PDF)存档于2018-08-17） （日语）.
12. ↑   (PDF). 北海道旅客鉄道: 3. 2019-10-18  [2019-10-18]. （原始内容 (PDF)存档于2019-10-18） （日语）.
13. ↑   (PDF). 北海道旅客鉄道: 3. 2020-10-30  [2020-11-04]. （原始内容 (PDF)存档于2020-11-02） （日语）.